# Tp106
Tp106 – polskie oznaczenie na PKP parowozu towarowego serii 274 Austriackich Kolei Wojskowych (kukHB), produkcji niemieckich zakładów Henschel z 1916 roku. Wyprodukowano dla austriackich kolei wojskowych 35 parowozów. Na inwentarzu PKP w okresie międzywojennym znalazło się 26 parowozów tej serii.
Parowóz stanowił odmianę pruskiej serii G7.1 (w Polsce służącej jako seria Tp1). Miał kocioł na parę nasyconą, silnik bliźniaczy i układ osi D.
Po wybuchu II wojny światowej, co najmniej 7 parowozów zostało przejętych przez Niemców, którzy wcielili je do służby zaliczone do serii BR 55, z numerami z zakresu 55 5951 do 55 5963.
Po II wojnie światowej na PKP służyło 11 parowozów Tp106, do 1953 roku.